# セキュラム
セキュラム(Securum)とは、1992年スウェーデン金融危機時に設立された国有資産管理会社である。バッドバンクの代表的な事例の一つとされる。
1990年から1994年にかけての金融危機時に部分国有化されたノルド銀行の不良債権を保有し回収するために設立された。多くの負債は不動産業者がかかえており、資産市場の安定化がセキュラムの目的となった。カール・ビルト内閣のアンネ・ヴィブレが財務相で、ペール・ヴェステルベリが商工相の時に設立された。
セキュラムは、銀行の1274社(うち790が上場企業)の3000件の融資からなる1/4の資産を取得した。最大のものはノーベル工業(現アクゾ・ノーベル))の240億スウェーデン・クローナ相当のものであった。セキュラムは240億クローナの政府からの株式資本と270億クローナの融資を受けた。
この会社は独立性が高かった。多くの融資は1994年夏までに回収された。製薬業ノーベルファーマ( 現ノーベルバイオケア)、空港のグランドサービス会社サービスエア そして北部の不動産を管理するカステルム,その他の地域の不動産を管理するノルポルテン、ホテル不動産を管理するパンドックスの3つの資産会社の株式の募集が行われた。1997年にセキュラムは清算された。
なお、公的資金は635億クローナ(GDP比4.4%)投入され、それを上回る670億クローナを回収できたとされている。財政支出のGDP比はEUの基準を越えていたが、その当時EUに加盟していなかったため可能であった。日本の産業再生機構のモデルになったと言われている。